# أكسل أوري
أكسيل أوري (مواليد 14 أبريل 1996 في نيم في فرنسا) هو لاعب كرة قدم إفريقي أوسطي دولي يلعب في نادي الخريطيات القطري.

## وصلات خارجية
- أكسل أوري على موقع قاعدة بيانات كرة القدم.إي يو (الإنجليزية)
- أكسل أوري على موقع Soccerway.com (الإنجليزية)